# Ejido Mimila
Ejido Mimila es una localidad de México localizada en el municipio de Tulancingo de Bravo en el estado de Hidalgo.

## Geografía
Se encuentra en la región geográfica del Valle de Tulancingo, le corresponden las coordenadas geográficas 20° 04’ 27.784” de latitud norte y 98° 26’ 09.163” de longitud oeste, con una altitud de 2240 m s. n. m. En cuanto a fisiografía se encuentra en la provincia de la Eje Neovolcánico, dentro de la subprovincia de Lagos y volcanes de Anáhuac; su terreno es de lomerío. En lo que respecta a la hidrografía se encuentra posicionado en la región del Pánuco, dentro de la cuenca del río Moctezuma, y dentro de las subcuenca del río Metztitlán. Cuenta con un clima semiseco templado.

## Demografía
En 2020 registró una población de 716 personas, lo que corresponde al 0.43 % de la población municipal. De los cuales 343 son hombres y 373 son mujeres.
| Gráfica de evolución demográfica de Ejido Mimila entre 1995 y 2020                           |
|                                                                                              |
| Población de los censos y conteos del Instituto Nacional de Estadística y Geografía (INEGI). |